# Alte Aller
Als Alte Aller werden noch nicht vollständig verlandete Abschnitte (als Altarme) der Aller im Flussabschnitt Verden bis Baden in Niedersachsen bezeichnet.

## Entstehung und Verlauf
Das Flussbett der Aller entstand, wie auch die benachbarten Flusstäler, zum Ende der letzten Eiszeit, als sich die Schmelzwässer der nach Skandinavien zurückweichenden Gletscher einen Weg in Richtung Meer suchten. Durch natürliche Vorgänge suchte und bildete die Aller auch in der Folgezeit am Unterlauf neue Seitenarme aus. Die sogenannten Altarme konnten verlanden oder zu einem späteren Zeitpunkt wieder Teil des Hauptflusses werden.
Die Alte Aller besteht heute topografisch aus mehreren Teilstücken, die wesentlichen sind:
- Die (obere) Alte Aller liegt links des Hauptstroms, ist etwa 2,5 km lang und bildet mit dem Hauptarm der Aller eine langgestreckte, schmale Insel, die westlich vor der Altstadt von Verden liegt. Der auffällig geradlinige Verlauf der Aller in diesem Abschnitt deutet darauf hin, dass hier möglicherweise schon beim Brückenbau ein neues Flussbett angelegt wurde. Der noch vor 100 Jahren erlebbare Fluss ist am Einlaufpunkt bereits auf 50 m Länge verlandet. Der untere Teil dieses Altarms ist etwa halb so breit wie der Hauptstrom.

Weitere Gewässer namens Alte Aller liegen rechts der Allermündung und des anschließenden Weserlaufs und sind Reste von Allerläufen aus einer Zeit, da die Aller deutlich weiter flussabwärts in die Weser mündete als heute:
- Einen halben Kilometer oberhalb der heutigen Mündung und südöstlich von Klein Eissel gibt es einen See namens Alte Aller, der in seiner gekrümmten Form als alte Flussschleife zu erkennen ist. Die flussabwärts folgenden Seen heißen Lange Kuhle und – in deutlich größerem Abstand zum heutigen Fluss – der Eisseler See am Ostrand von Groß Eissel.
- Der etwa 7,5 km lange Bach namens Alte Aller beginnt im Osten von Langwedel in der Nähe der Stelle, wo im Mittelalter das Schloss Langwedel stand. Sie nimmt bei Daverden das Wasser eines Grabensystems auf, in das auch der Eisseler See entwässert. Weiter fließt er in westlicher Richtung an der Ortschaft Etelsen vorbei bis Achim, wo er im Ortsteil Baden nahe dem Badener Berg in die Weser mündet. Beim Bau der Schleuse Langwedel und des dazugehörigen Schleusenkanals ab 1937 sind Teile der Alten Aller, die diesen kreuzten, zugeschüttet und zwischen Etelsen und Baden ein neues Bett für die Alte Aller angelegt worden, in das bei Etelsen aber auch Seen eingebunden sind, die frühere Flussschleifen erahnen lassen. Über ein Stauwehr fließt diese Alte Aller bei Baden in die Weser.[1]

## Bedeutung
Die Alten Allern sind teil stehende, teils langsam fließende Gewässer mit viel Bewuchs am Rand und im Wasser. Die Grundbeschaffenheit ist sandig-morastig mit leicht trübem Wasser. Die Alten Allern wird von Wanderern, Naturfreunden und Anglern genutzt. Hauptfischarten sind heute Aal, Hecht, Barsch, Karpfen, Schleie, Weißfische und Edelkrebse. In der Zeit von Mai bis Oktober ist auf der Alten Aller das Paddeln, unter Beachtung der Naturverträglichkeit, eingeschränkt zugelassen. Erlaubt sind ausschließlich Paddelboote (Kajak, Canadier und Kanu).

## Weitere bekannte Altarme
Zwischen Otersen (südöstlich von Verden) und dem heutigen Flusslauf der Aller sind die sieben Oterser Seen  ebenfalls aus einem alten Flusslauf der Aller entstanden. Dieser Altarm entstand wahrscheinlich nach einem Hochwasser um 1774 und wurde mit Erdwällen zu sieben Seen geteilt, damit die Bauern ihr Vieh leichter auf die Weiden der anderen Uferseite treiben konnten.

### Historische Karten
- TK25 Blatt 3020 Thedinghausen (1897) – Alte Aller, unterer Abschnitt
- TK25 Blatt 3021 Verden (1897) – Alte Aller, oberer Abschnitt